# Primo premolare superiore

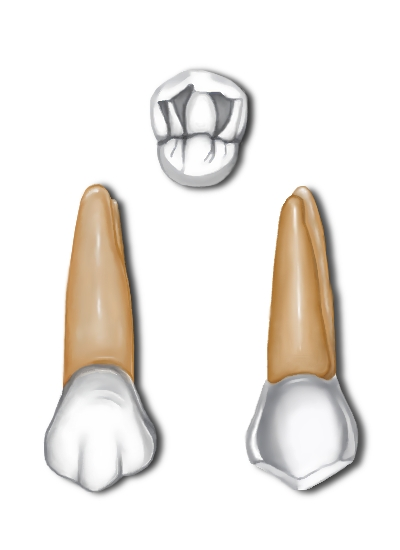
Primo premolare superiore

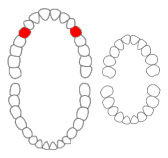
Posizione dei primi premolari superiori nella dentatura permanente. Sono assenti nella dentatura decidua.

I premolari superiori hanno la caratteristica di essere simili tra loro, e disposti in serie discendente: il primo è dunque più grande del secondo, a differenza degli inferiori. I premolari superiori possiedono due cuspidi di misura pressoché equivalente, anche se la più grande è sempre la vestibolare.
Il primo premolare superiore ha mediamente un'altezza di 22.5 mm, di cui 8.5 coronali e 14 radicolari e un diametro mesiodistale piuttosto stretto (7 mm), e uno vestibolo-palatale di 9 mm, come il secondo premolare superiore.

## Disposizione e rapporti
Mesialmente prende contatto con la faccia distale del canino nel terzo medio; distalmente il contatto con il secondo premolare è leggermente più occlusale. Con il tempo e con l'usura dei denti questo contatto diventa una superficie ellittica lievemente allungata in senso vestibolo-palatale. 

## Morfologia coronale
Vestibolarmente  la corona ha una forma ovoidale simile al canino vicino, ma con cuspide meno acuta, lobi, creste cervicali e depressioni meno accentuati. La costa mesiale della cuspide vestibolare presenta solitamente un'intaccatura o una lieve concavità, mentre la distale è regolarmente convessa. La costa mesiale è inoltre leggermente più corta della distale, cosicché la cuspide risulta leggermente spostata  mesialmente. I contorni sono concavi dal colletto fino al punto di contatto.
La superficie vestibolare è globalmente convessa, e presenta tre lobi separati da due depressioni, di cui il più grande è il centrale; le creste cervicali vicino al colletto, seppure più sfumate rispetto al canino.
La faccia palatale (rivolta al palato) è più stretta della vestibolare. La superficie è convessa nei due sensi e si presenta liscia senza lobi e depressioni. I contorni sono convessi. 
Distalmente e mesialmente ha forma trapezoidale; il diametro vestibolo-palatale massimo è a livello del terzo cervicale. Il contorno vestibolare è lievemente convesso, il linguale decisamente arrotondato. Le cuspidi risultano piuttosto acute, con la vestibolare leggermente più alta della linguale di circa un millimetro. La cresta marginale mesiale è sempre attraversata da un solco secondario, allineato ma non comunicante con il solco intercuspidale; detto solco di sviluppo, questa caratteristica lo distingue dal secondo premolare superiore che non ha questo solco di sviluppo,  quella distale è leggermente più alta.. La superficie è convessa, pur presentando una concavità che mesialmente si sviluppa in senso corono-cervicale, continuandosi poi con la concavità radicolare mentre a livello del colletto del dente comunica con la convessità del lobo mesio-vestibolare. 
Occlusalmente ha forma di un esagono irregolare. La faccia distale è più corta e arrotondata della mesiale. I lati mesio-vestibolare e mesio-palatale sono più lunghi ed inclinati rispetto ai disto-vestibolare e disto-palatale: infatti il punto di contatto distale è spostato vestibolarmente rispetto al mesiale, al contrario del secondo premolare. Anche occlusalmente è evidente come la faccia vestibolare sia molto più grande della palatale. La faccia occlusale propriamente detta è compresa nei limiti delle coste e delle cuspidi. Possiede un solco principale mesio distale, leggermente spostato lingualmente, che separa la cuspide vestibolare dalla palatale, e termina nelle fosse marginali dividendosi in due braccia: una vestibolare ed una palatale, il solco mesio distale, solo nel primo premolare superiore prosegue, tagliando la cresta marginale mesiale sulla faccia mesiale, questa è una caratteristica peculiare e fondamentale per riconoscere il primo premolare superiore dal secondo.

## Morfologia radicolare
Il primo premolare superiore è biradicolato nel 70%: possiede una radice vestibolare ed una palatale generalmente divergenti o dritte, ma sempre inclinate distalmente come tutti i denti. Nel 30% dei casi possiede una sola radice, dritta o leggermente inclinita distalmente. Generalmente questa ha due canali radicolari, uno per radice; raramente una delle due radici può ospitarne due, per un totale di tre canali. Quando è monoradicolato, la radice può essere attraversata da un solo canale, ma anche da due. Nel dente giovane la polpa è molto ampia, specialmente in senso mesio-distale. Col passare del tempo, la apposizione di dentina terziaria riduce la cavità pulpare tendendo ad arrotondarne la sezione.

## Odontogenesi
La calcificazione della corona inizia verso i 18 mesi e viene completata verso i 5-6 anni. Il dente erompe verso i 10 anni e la rizogenesi è completata tra i 12 e 14 anni.